# Nenad Vukasović
Nenad Vukasović (en serbe cyrillique : Ненад Вукасовић ; né le 11 octobre 1952 à Belgrade) est un avocat et un homme politique serbe. Il est président du parti Social-démocratie.

## Parcours
Nenad Vukasović a effectué ses études supérieures à la faculté de droit de l'université de Belgrade.
Son parti a participé aux élections législatives serbes de 2007, où il a obtenu 4 909 voix, soit 0,12 % des suffrages. De ce fait, il n'a remporté aucun siège.
Vukasović est également l'avocat de Zvezdan Jovanović, jugé pour l'assassinat du premier ministre serbe Zoran Đinđić en 2003.
Il est marié et père de deux enfants.